# Manny Jiménez
Manuel Emilio Jiménez Rivera (San Pedro de Macorís, 19 de noviembre de 1938-12 de diciembre de 2017) fue un beisbolista dominicano, que se desempeñó en la posición de jardinero izquierdo y jugó en las Grandes Ligas de Béisbol. Jiménez militó en Kansas City Athletics (1962-1966), Piratas de Pittsburgh (1967-1968) y Cachorros de Chicago (1969).
Jiménez fue considerado como un excepcional bateador de ligas menores. En su primera temporada como profesional en 1958, lideró la Northern League con un promedio de bateo de .340 jugando para Eau Claire Bears. Después de batear .325 para Vancouver Mounties de la Pacific Coast League en 1961, fue adquirido por los Atléticos en un canje de varios jugadores.
Hizo su debut en Grandes Ligas el 11 de abril de 1962 contra los Mellizos de Minnesota en el Kansas City Municipal Stadium. Jiménez era el jardinero izquierdo titular, quinto bate contra Camilo Pascual de Minnesota. Ese día los Atléticos fueron víctimas de una blanqueada, pero Jiménez se fue de 3-4 contra Pascual. Estaba en camino a una temporada de rookie memorable en la que bateó para .301 (octavo en la Liga Americana) con 11 jonrones y 69 carreras impulsadas.
En julio de 1962 el propietario de los Atléticos Charles O. Finley se reunió con Jiménez y le dijo que "dejara de concentrarse en batear para promedio y que se concentrara en batear más jonrones.". Jiménez entró en declive y perdió unos 30 puntos de su promedio durante los dos últimos meses de la temporada. Finley en un principio negó cualquier interferencia, pero más tarde admitió ante los periodistas que se había reunido con Jiménez después de que el mánager y los coaches lo hicieran "intentado sin éxito hacer lo mismo."
A pesar de su éxito inicial, los juegos se pusieron más difíciles en 1963 y Jiménez tuvo que  dividir su tiempo entre la Triple A y las Grandes Ligas el resto de la década.
El récord de Jiménez durante sus 429 juegos incluye un promedio de bateo de .272, 26 HR, 144 carreras impulsadas, 90 carreras anotadas, un porcentaje de embasado de .337, y un porcentaje de slugging de .401. En 234 apariciones en juegos como jardinero su porcentaje de fildeo fue 0,966, lo que estaba por debajo del promedio de la liga mayor de 0,980 durante el tiempo que jugó.
Su hermano Elvio Jiménez, es también un ex jardinero de Grandes Ligas.

## Liga Dominicana
Jiménez jugó once temporadas en la Liga Dominicana militando en los equipos Estrellas Orientales y Águilas Cibaeñas, terminando con .286 de promedio.